# Carmi
Carmi är en ort i White County i delstaten Illinois i Förenta staterna. Den har enligt United States Census Bureau en area på totalt 7 km². Carmi är huvudort i White County.